# Výnězda
Výnězda je malá vesnice, část obce Omlenice v okrese Český Krumlov. Nachází se na území přírodního parku Poluška, asi 2 km na severozápad od Omlenice. Je zde evidováno 29 adres.
Výnězda leží v katastrálním území Zahrádka u Omlenic o rozloze 3,64 km².

## Historie
První písemná zmínka o vesnici pochází z roku 1312.

## Pamětihodnosti
- zvonička

## Další fotografie

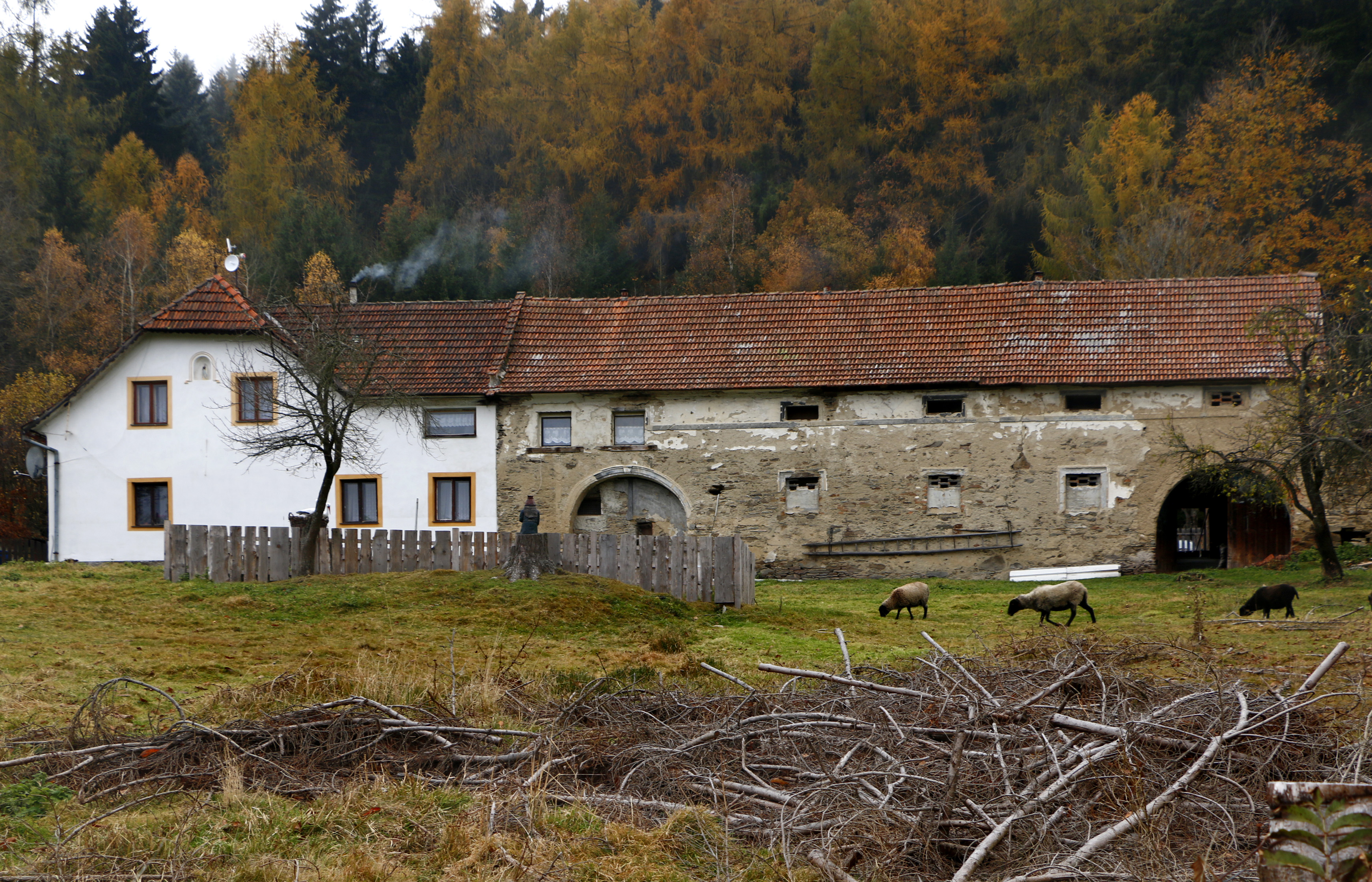
Dům čp. 5
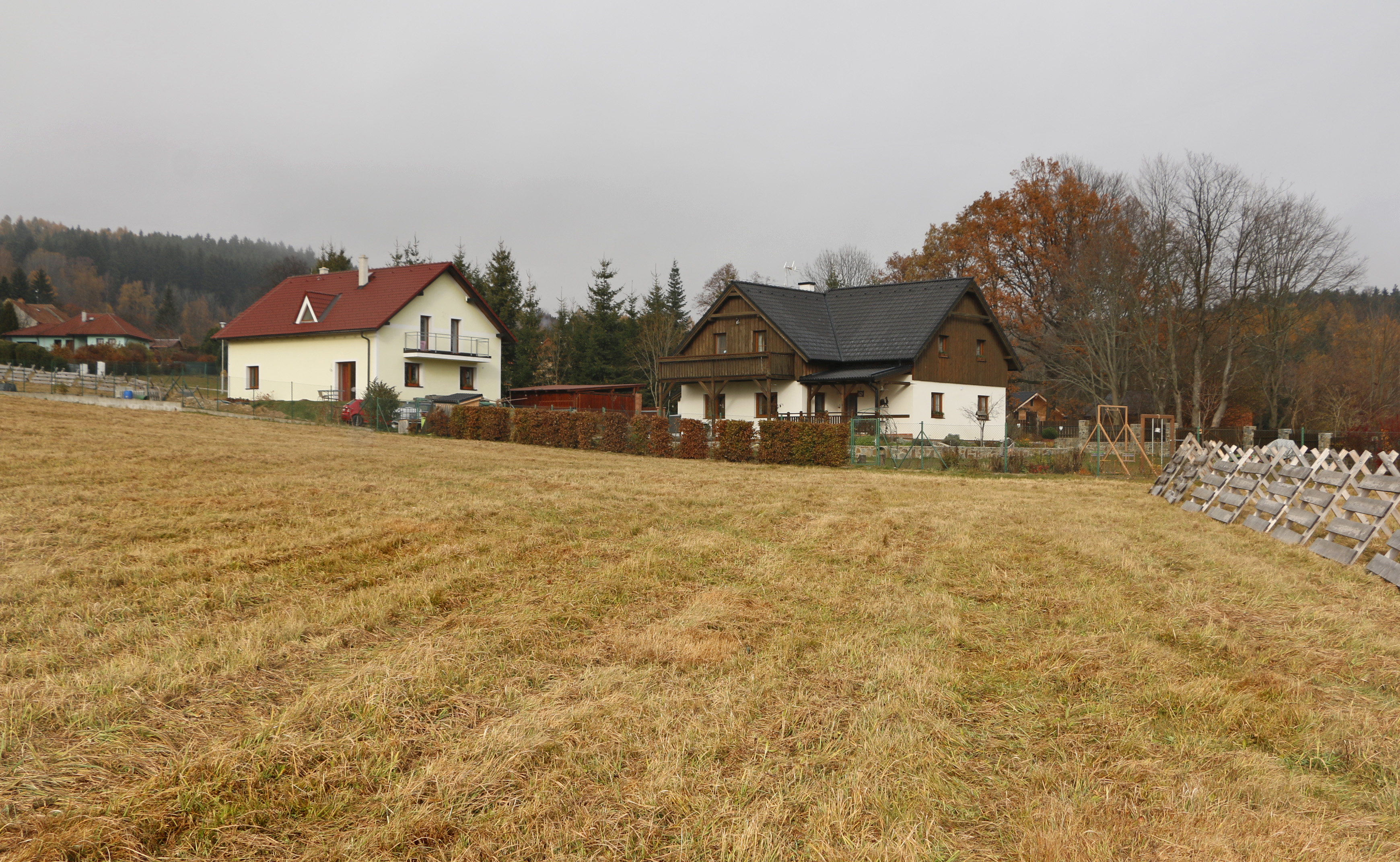
Jih vesnice
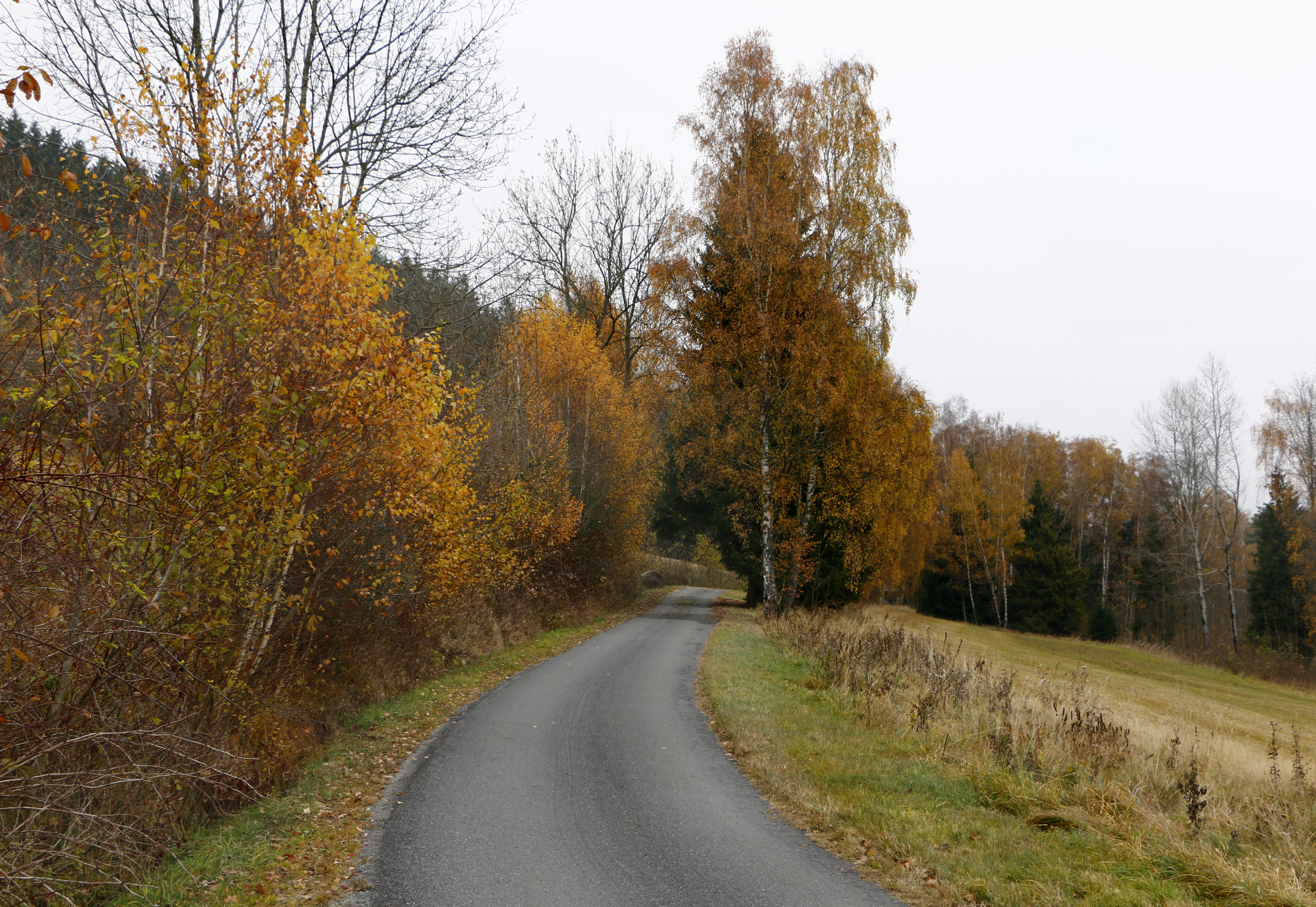
Silnice ve vsi